# Martti Similä
Martti Similä (9 de abril de 1898 – 9 de enero de 1958) fue un pianista, director de orquesta, director teatral, cantante y actor finlandés. Asimismo, compuso y arregló piezas orquestales y música cinematográfica.

## Biografía
Su nombre completo era Martti Iisakki Similä, y nació en Oulu, Finlandia. Su hermano era el compositor Aapo Similä. Siendo todavía estudiante, en 1918 Similä se sumó a las filas blancas durante la guerra civil finlandesa. 
Similä fue director de la Orquesta Filarmónica de Helsinki entre 1945 y 1951, y director de la Sinfónica de Lahti desde 1951 a 1957. Fue compositor cinematográfico, trabajando en un total de 41 producciones, siendo las más destacadas Lapatossu (1937), Serenaadi sotatorvella eli sotamies Paavosen tuurihousut (1939), Tavaratalo Lapatossu & Vinski (1940), Aatamin puvussa... ja vähän Eevankin (1940), Suomisen perhe (1941), Suomisen Ollin tempaus (1942) y August järjestää kaiken (1942).
Como cantante, grabó un total de 13 canciones a partir de la segunda mitad de los años 1920. También grabó dos de sus composiciones para la película Kuriton sukupolvi con la orquesta de Eugen Malmstén.
Martti Similä falleció en Lahti, Finlandia, en el año 1958. Había sido amigo cercano de Jean Sibelius, y tuvo un hijo, el autor y periodista Markus Similä.

## Canciones[2]
- 1926 : Hallin Janne
- 1926 : Härmän pojat
- 1926 : Marjalunnin Jussi
- 1926 : Ostron tyttö
- 1927 : Aamutunnelma
- 1927 : Jos kaikki Suomen järvet
- 1927 : Merimiehen hyvästijättö
- 1927 : Meripojan koti
- 1927 : Sepän sälli
- 1927 : Talon tyttö ja torpan tyttö
- 1929 : Isoo-Antti ja Rannanjärvi (como cantante solista y director de la orquesta Homocord)
- 1929 : Matalasta torpasta (como cantante solista y director de la orquesta Homocord)
- 1929 : Yhteinen Susanna (yhdessä Aapo Similän kanssa)
- 1937 : Estella (rumba)
- 1937 : Marja (tango)